# 다나카 아오
다나카 아오(일본어: 田中 碧, 1998년 9월 10일 ~ )는 일본의 축구 선수로 현재 잉글랜드 EFL 챔피언십의 리즈 유나이티드에서 미드필더로 활동하고 있다.

## 구단 경력
그는 2017년 J1리그의 가와사키 프론탈레에 입단했다. 2017년, 2018년, 2020년 3번의 J1리그 우승을 차지했다. 2021년 포르투나 뒤셀도르프로 이적했다. 2024년까지 81경기에 출전하여, 9득점을 넣었다. 2024년 리즈 유나이티드 FC로 이적했다.

## 국가대표팀 경력
그는 2019년 EAFF E-1 풋볼 챔피언십에 참가할 일본 국가대표팀에 발탁되었으며, 12월 14일 홍콩와의 경기에서 데뷔했다. 
그는 2020년 AFC U-23 축구 선수권 대회에 참가할 일본 U-23 국가대표팀에 발탁되었다. 2020년 하계 올림픽에도 6경기에 출전, 4강 진출에 기여했다. 
2022년 FIFA 월드컵에도 출전했다. 조별 리그 3차전 스페인와의 경기에서 후반 6분에 역전골을 넣어서, 2-1로 역전승, 16강 진출에 기여했다.

## 통계
| 일본 | 일본 | 일본 |
| 연도 | 출전 | 득점 |
| ---- | ---- | ---- |
| 2019 | 2    | 0    |
| 2020 | 0    | 0    |
| 2021 | 3    | 1    |
| 2022 | 13   | 2    |
| 2023 | 6    | 3    |
| 2024 | 6    | 2    |
| 통산 | 30   | 8    |